# Mike Bull
Mike Bull (eigentlich Michael Anthony Bull; * 11. September 1946 in Belfast) ist ein ehemaliger britischer Stabhochspringer und Zehnkämpfer.
Im Stabhochsprung gewann er 1966 für Nordirland startend Silber bei den British Empire and Commonwealth Games 1966 in Kingston. Bei den Europameisterschaften in Budapest belegte er den 16. Platz. 1968 wurde er Achter bei den Europäischen Hallenspielen in Madrid und kam bei den Olympischen Spielen in Mexiko-Stadt auf den 13. Platz. Bei den Europameisterschaften 1969 in Athen wurde er Siebter.
1970 wurde er Siebter bei den Halleneuropameisterschaften in Wien. Bei den British Commonwealth Games in Edinburgh siegte er im Stabhochsprung und wurde mit der nordirischen Mannschaft Achter in der 4-mal-100-Meter-Staffel.
1971 gelang ihm beim Stabhochsprung der Europameisterschaften in Helsinki in der Qualifikation kein gültiger Versuch. 1972 wurde er Sechster bei den Halleneuropameisterschaften in Grenoble und schied bei den Olympischen Spielen in München in der ersten Runde aus.
1974 siegte er bei den British Commonwealth Games in Christchurch im Zehnkampf und holte Silber im Stabhochsprung. Bei den Europameisterschaften in Rom blieb er im Stabhochsprung ohne gültigen Versuch.
Bei den Commonwealth Games 1978 in Edmonton wurde er Neunter im Zehnkampf.

## Persönliche Bestleistungen
- 100 m: 10,9 s, 1966
- Stabhochsprung: 5,25 m, 22. September 1973, London
  - Halle: 5,18 m, 3. Oktober 1973, Belfast
- Zehnkampf: 7363 Punkte, 27. Januar 1974, Christchurch